# 广西大学
广西大学，简称西大，是中华人民共和国广西壮族自治区的一所综合性教学研究型大学，由中华人民共和国教育部和广西壮族自治区人民政府共同建设，是廣西歷史最悠久及規模最大的大學，于1928年由首任校长马君武创建于广西梧州。
广西大学曾经历多次院校裁撤和合并，1953年学校因高等学校院系调整停办，下属院系被分拆至中南地区多所院校，1958年在南宁重建。1999年6月，广西大学成为中国211工程立项建设院校，2017年，广西大学的土木工程专业入选中国“世界一流学科”建设名单，在第二轮公示中，该学科被中华人民共和国教育部给予公开警示。

## 历史

### 梧州和桂林时期（1928年—1953年）
1925年，以李宗仁、白崇禧、黄绍竑为首的新桂系统一广西，为培养广西人才，决定设立广西大学。1928年6月，黄绍竑邀请教育家马君武筹办广西大学。10月10日，省立广西大学正式创办，校址选定于梧州蝴蝶山，马君武为首任校长，盘珠祁任副校长，因当时省内高中毕业生较少，故开设三年制预科，招收初中毕业生和高中一年级学生。
1929年6月，因蒋桂战争，学校暂停授课。1931年5月，广西政治委员会议决定恢复招生，原定8月17日举办招生考试，后延期至9月10日，但广西省政府在8月20日突然决议停办广西大学，遭到了学校和广西社会各界的抗议，省政府在9月2日宣布撤销停办决议，学校得以顺利复课，并成立理学院数理系。办校之初，马君武聘请了白鹏飞、严恩棫、马名海等教授。1932年，学校开设农学院，工学院。1935年10月，学校举行建校7周年纪念活动，化学系教授宋文政在进行新型烈性炸药试验表演时发生意外，以身殉职。
1936年6月，广西省政府决定改组广西大学，省政府主席黄旭初兼任校长，将广西省立师范专科学校（位于今桂林良丰村雁山公园）并入广西大学文法学院（1941年4月，改为法商学院），朱佛定为广西大学秘书长兼文法学院（校本部）院长统辖各学院，是实际上的广西大学校长，陈望道和施复亮分别任文学系和社会学系系主任。后法商学院与广西省立医学院合并，改立为广西大学医学院，并将理学院、工学院合并为理工学院。校本部初设于南宁，理工学院和农学院仍设于梧州。10月，校本部及文法学院随省政府迁往桂林良丰西林公园。1937年医学院独立为广西医科大学。
广西大学积极参加抗日救亡活动，九·一八事变后，学校成立“广西大学抗日救国委员会”，组织游行示威、抵制日货。七七事变后，广西大学收容了大量日占区高校学生和教师，并延聘了一些知名教师，师资力量迅速壮大。1938年2月，白鹏飞继任校长，同年因梧州屡遭日军轰炸，理工学院也迁往桂林，农学院迁往柳州沙塘。在改为国立前，学校相继设立了植物研究所、经济研究所、广西农林试验区和广西农事实验场。
在全国各地师生前来任教就学背景下，:2721939年春，广西大学理工学院学生发起“国立运动”，很快得到了文法学院和农学院学生以及社会名流的支持赞助。在舆论推动下，广西省政府报请教育部，要求将广西大学由省立改为国立。8月，经国民政府行政院议决，同意了该要求，并任命马君武为校长，改订大学组织机构，兴建各项设施以适应办学需要。
1940年8月，马君武因病去世，行政院任命广西省教育厅厅长雷沛鸿接任校长。雷沛鸿主张学术自由，在他治下，广西大学师生积极开展抗战民主运动，引起政府不满。1941年8月，行政院免去雷沛鸿职务，任命高阳为校长，此举引起师生的强烈抗议，学生组织了“拒高护校委员会”，在校门外阻止高阳到任，其后高阳由宪兵武装护送到校，并处分了大批学生，压制反抗情绪，学校内部气氛紧张。1942年底，高阳因病辞职，由李运华接任校长，学校氛围再度活跃。
1944年夏，因日本进犯湖南，学校决定疏散学生，校本部向西南迁移，在总务长张先辰组织下，部分师生和设备搬迁到了贵州省榕江县。1945年8月，战争胜利，学校迁回广西，因桂林良丰校舍在战火中被毁，学校暂栖柳州鹧鸪江前第十六集团军的妇孺工读学校。之后教育部决定，农学院迁往桂林良丰雁山公园，理工及法商学院迁往将军桥。

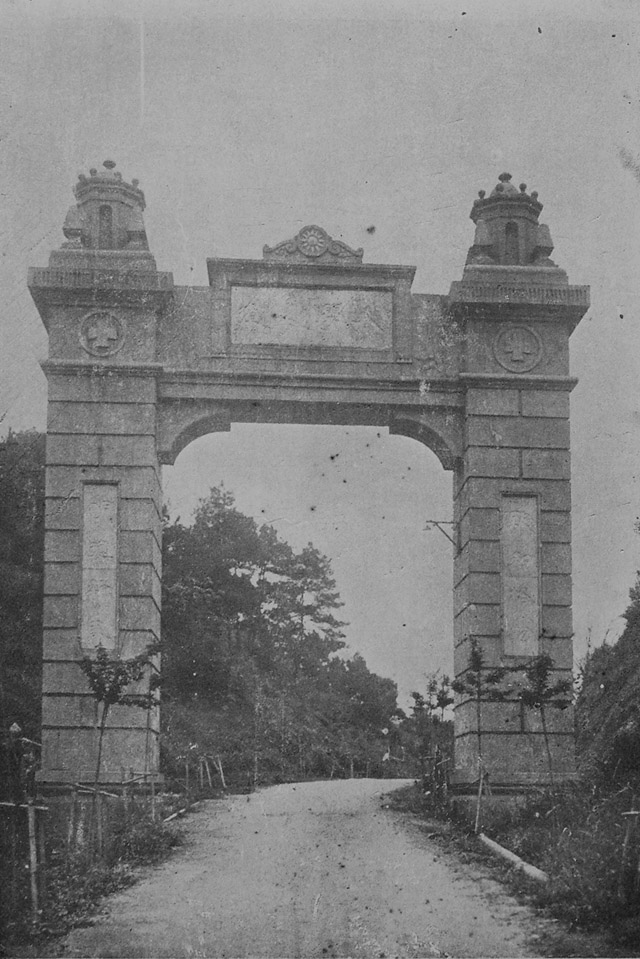
20世纪30年代，位于广西梧州蝴蝶山的省立广西大学校门

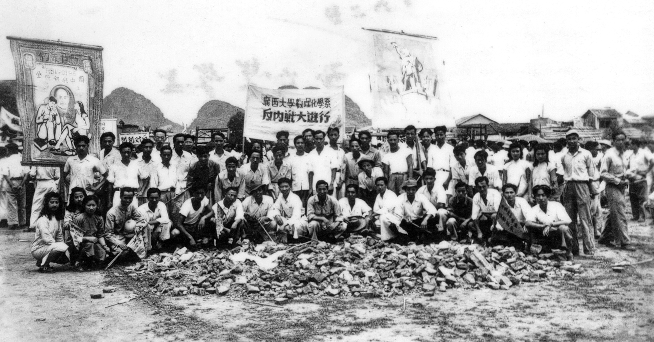
1947年，国立广西大学数理化学系发起反内战大游行

1946年3月，李运华辞去校长，陈剑脩出任校长。1949年4月，陈剑脩调任“教育部考试院考试委员”。6月，盘珠祁出任校长。在此期间，学生继续开展民主运动，1947年6月，部分学生和中国共产党共同组织“反饥饿、反内战、反迫害”大游行，由于回避“共产党”的名义加之广西省参议会议长蒋继伊斡旋，未遭省政府阻拦。1949年3月，中央银行将教育部汇给广西大学的款项扣留，引起师生极大不满，教授们全体罢教，师生在中央银行桂林办公所举行游行示威，要求银行发放扣留款项，中央银行被迫妥协。此次游行遭到陈剑脩批评，又引发学生罢课，陈剑脩被迫辞职。后在师生和当局要求下，已赋闲回乡的盘珠祁接任校长，盘珠祁主持开展护校活动，促成了广西大学管理权平稳交接于中国人民解放军。
1948年，学校设置文学院，5月1日《西大学报》创刊。1949年11月，中华人民共和国中央人民政府接管国立广西大学。1950年2月，中央人民政府任命杨东莼为校长。同年，合并国立南宁师范学院，设师范学院（后改文教学院）。1951年3月，省立西江学院全部并入广西大学。1952年4月，毛泽东为广西大学题写校名。10月，广西大学农学院的农学系和林学系独立为广西农学院。
1953年，中央人民政府高等教育部决定撤销广西大学，其所有的院系进行统一调整。其中文、理、师范科一部分调整至中山大学，一部分独立成为广西师范学院，外文系另有一部分调整至南昌大学和武汉大学，教育系调整至华南师范学院，经济系和会计银行系调整至中南财经学院和武汉大学，法律系调整至中南政法学院，生物系调整至华中师范学院和中南卫生专科学校，矿冶系、机电系调整至中南矿冶学院，化工系调整至华南工学院，土木系调整至中南土木建筑学校和武汉大学，化学、物理、数学系调整至中南矿冶学院，机械系调整至华南工学院和华中工学院，园艺系调整至华南农学院，畜牧系调整至华中农学院，兽医系调整至江西农学院和湖南农学院，植物保护系调整至河南农学院。

### 南宁时期（1958年至今）
1957年，韦国清就任广西省省长，在他的提议下，时任中共广西省委认为广西应当有一个综合性大学，向中共中央要求恢复重办广西大学，得到中央人民政府批准。1958年4月，中共中央宣传部同意重建，7月，广西壮族自治区党委决定将原拟建中的广西工学院并入广西大学，于南宁市西郊原越南育才学校创办，设理、工、文三科十个系并于当年10月开始招生，韦国清兼任校长。:4除林学系外的广西农学院也由桂林迁至南宁，与广西大学毗邻，林学系则迁往柳州沙塘，与广西柳州林业学校合并为广西林学院。1961年，因学校经营困难，广西林学院又并入广西农学院，恢复广西柳州林业学校。
1963年，中共广西大学第一届代表大会召开，黄传林任党委书记。同年，广西大学参与“四清”运动。从1961年开始，广西大学逐步裁撤专业。文化大革命开始后，学校停止招生，工人宣传队进驻学校，成立广西大学革命委员会，校内出现两派武斗和打、砸、抢行为，许多图书资料和仪器被毁，教学、科研工作停滞，冒兴汉等教师被迫害致死。1971年，学校开始招收工农兵大学生，并创办了校刊《教育革命》以介绍教育革命的经验。1972年，增设中文系，引进秦似、王士菁、陈光中、陈梧桐等教师，开始逐步恢复教学工作。1973年12月，《教育革命》更名为《广西大学》，1976年，《广西大学学报（自然科学版）》创刊，年底《广西大学》停刊。:253
1977年恢复高考全国统考招生后，学校进行拨乱反正。1978年，广西大学开始招收硕士研究生，基础数学、凝聚态物理、机械制造、内燃机专业获首批硕士学位点，同年增设哲学系。1979年2月，《广西大学学报（哲学社会科学版）》创刊，1980年，《语文园地》创刊。1982年，热作分院独立为广西农垦职工大学。之后广西大学开始大量增设专业：1983年，增设法律系；1984年，增设经济系；1985年，广西工学院并入广西大学，增设轻工系；1987年，增设新闻系；1988年，成立化学研究所；1993年，增设计算机科学系。:5
1992年，广西农学院更名为广西农业大学。1993年，广西大学提出进入国家“211工程”的目标，得到广西壮族自治区党委和政府的支持。为提升学校实力，通过“211工程”准入审批，1997年3月，广西大学与广西农业大学合并，1998年成为博士学位授权单位。1999年6月，进入中国国家211工程重点建设高校名单。2003年，学校停止招收专科学生，2004年，学校被批准为教育部与广西壮族自治区共建高校。
2017年，广西大学的土木工程学科入选中国“世界一流学科”建设名单。
2021年7月，经中华人民共和国教育部批准，原由广西大学管理的独立学院广西大学行健文理学院脱离该校管理，与高职学校广西农业职业技术学院两院合并转设，重新组建为公办本科层次职业学校广西农业职业技术大学。

## 学术

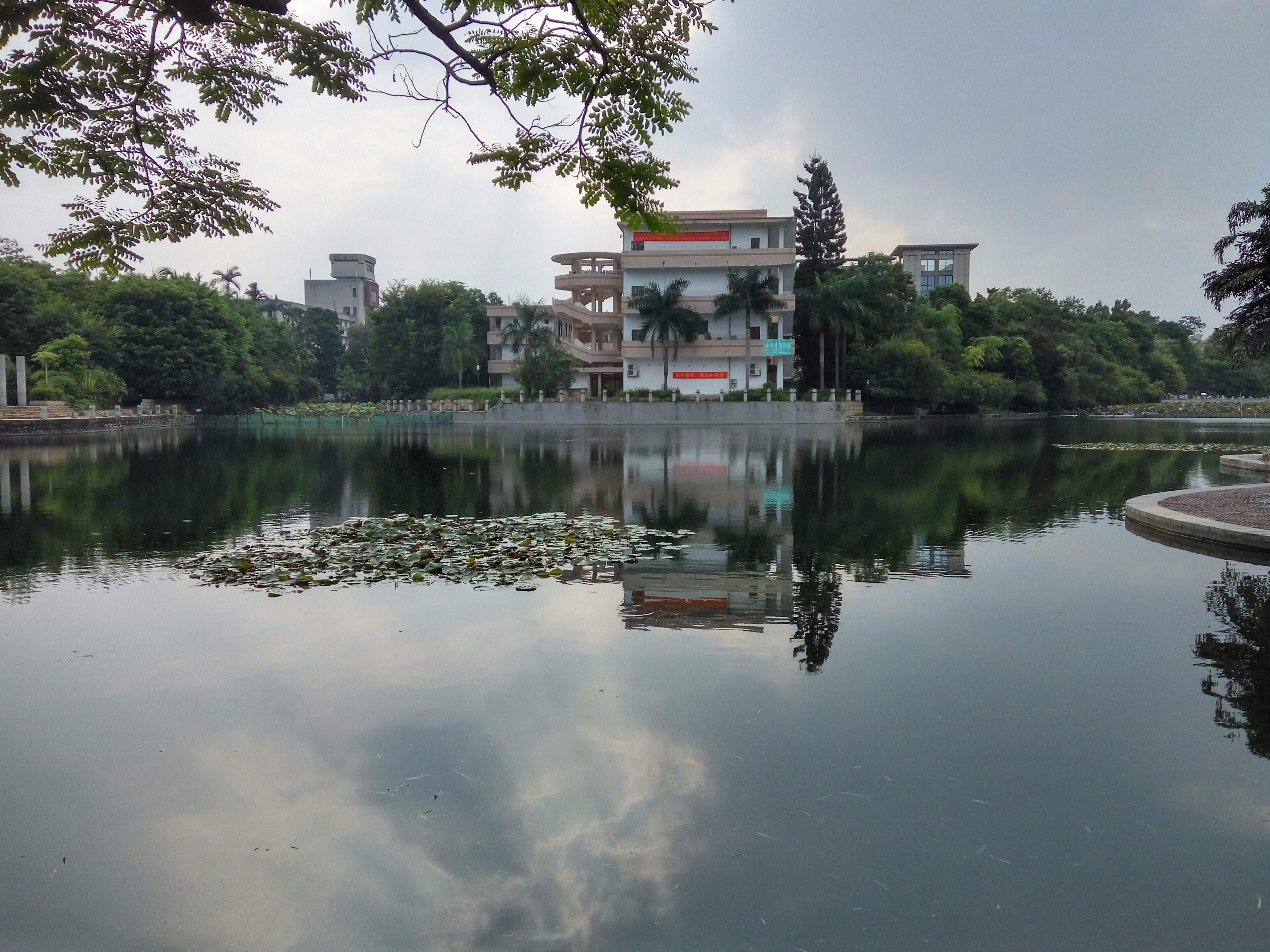
位于广西大学东校园的碧云湖

### 院系设置
截至2021年12月，广西大学学科共包含哲、经、法、教、文、理、工、农、医、管、艺等11大门类，2021年招生本科专业67个，其中37个专业按15个大类招生，设27个学院，以下是学院列表：
- 机械工程学院
- 电气工程学院
- 土木建筑工程学院
- 化学化工学院
- 资源环境与材料学院
- 轻工与食品工程学院
- 计算机与电子信息学院
- 海洋学院
- 生命科学与技术学院
- 农学院
- 动物科学技术学院
- 林学院
- 数学与信息科学学院
- 物理科学与工程技术学院
- 文学院
- 新闻与传播学院
- 外国语学院
- 艺术学院
- 公共管理学院
- 工商管理学院
- 法学院
- 马克思主义学院
- 体育学院
- 医学院
- 继续教育学院
- 国际学院
- 经济学院、中国—东盟金融合作学院

### 教学研究
截至2021年12月，广西大学共有专任教师1933人，其中，全职中国工程院院士2人，国家重大人才工程项目人选60人，享受国务院特殊津贴者34人。
学校共有1个“世界一流”建设学科、2个“部区合建”一流学科群，2个国家重点学科，1个国家重点（培育）学科，28个国家级一流本科专业建设点，22个自治区级一流本科专业建设点；19个一级学科博士学位授权点，1个专业博士学位授权点，38个一级学科硕士学位授权点，25个专业硕士学位授权类别和11个博士后科研流动站。有1个国家重点实验室、1个省部共建国家重点实验室培育基地和1个国家级国际科技合作基地，2个省部共建协同创新中心，4个教育部重点实验室和工程研究中心，1个教育部战略研究基地，2个教育部区域与国别研究基地，1个国家林业局重点实验室。
学校开设国家特色专业12个，国家精品课程3门，国家级双语教学示范课程2门，国家级精品开放课程7门，国家级一流本科课程7门，自治区级一流本科课程48门；国家级教学团队3个，国家教学名师2人，国家级专业综合改革试点专业4个，国家级人才培养模式创新实验区1个，国家级大学生校外实践教育基地5个，实验教学中心24个，国家级实验教学示范中心5个，国家级虚拟仿真实验教学中心2个，国家级虚拟仿真实验教学一流本科课程1门。
广西大学自创办之初即建立了图书馆，馆训为“博雅笃行 务本求真”。截至2021年底，广西大学图书馆馆藏总量417.5万册，电子书刊367万册，学位论文943万篇，音视频23万小时，全文电子期刊5.6万种，大型数据库206个。

## 文化

### 学校标识
广西大学立校本意是“复兴中华，发达广西”。学校最初的校训是“勤、恳、朴、诚”，和最早的校歌，均由马君武确立。校训中“勤、恳”来自于柳宗元的《柳浑行状》，指做事认真不懈，“朴、诚”指做学问的态度诚心诚意，求真求实。原校歌由广西大学化学系讲师汤铁民作曲，马君武作词，作于中国抗日战争时期。
2007年，为庆祝广西大学成立80周年，广西大学向全校和社会各界征集新校训和校歌。2008年9月，经全体教职工和部分学生投票，在原校训基础上扩展的“勤恳朴诚，厚学致新”确立为广西大学校训，同时校庆办公室宣传组邀请广西区内音乐专家评审通过了新校歌，新校歌由赵琳作曲，采用了现代音乐节奏和旋律，未改动马君武创作的歌词。
学校校徽主体造型由齿状圆形、稻穗、桂花组成，分别表示理工科、农科、文法类。“广西大学”的行书体为毛泽东1952年为广西大学题写的校名。

### 体育
广西大学在东、西两校园各有一座体育场和体育馆，全校共有篮球场31个、排球场16个、网球场12个、五人制沙土足球场3个、50×25米游泳池2个、室外健身练习场2个、室内风雨练习馆4座。
广西大学全校性学生运动会首次举办于1933年，设田径、网球、排球、篮球、足球5个大项，仅限男生参加。目前记录的运动会届次顺序和成绩从1958年12月的学生运动会开始，自1982年后每年11月举办，目前计入团体总分的学生比赛项目有11个大项。
广西大学篮球队曾多次参加中国大学生篮球联赛，男女篮都曾获西南赛区分区赛冠军，男子篮球队为典型的南派打法，参加CUBA一级联赛，曾多次进入全国八强，女子篮球队曾获得WCUBA全国季军。
广西大学啦啦操和健身操氛围浓厚，比赛众多，是全国啦啦操示范窗口高校。广西大学啦啦操队自2003年至2015年连续12年蝉联全国大学生啦啦操比赛冠军，作为奥运指定啦啦队参加2008年北京奥运会，并夺得2018年世界大学生啦啦操锦标赛大型混合技巧精英组团体赛桂冠。

## 校友
根据《广西大学章程》，曾在学校接受过学历教育的学生和非学历教育培训累计满两个月的学生、曾在学校工作过的教职工、学校授予名誉教授等荣誉称号的社会人士、学校聘请的教授和兼职研究生指导教师、学校校友会认定的其他个人，均称为广西大学校友。

### 知名师生
- 朱佛定
- 梁漱溟
- 陈寅恪
- 李四光
- 千家驹
- 黄现璠
- 李达
- 陈望道
- 施汝为
- 何康
- 李兆焯
- 鲍方
- 李崇道
- 陈梧桐
- 王丕建
- 张先程
- 郑皆连
- 王双飞

### 历任校长
- 马君武（1928年10月-1936年7月）
- 黄旭初（1936年6月-1938年2月）
- 白鹏飞（1938年2月-1939年8月）

国立广西大学校长
- 马君武（1939年8月-1940年8月）
- 雷沛鸿（1940年8月-1941年8月）
- 高阳（1941年9月-1942年10月）
- 李运华（1943年9月-1946年3月）
- 陈剑脩（1946年3月-1949年4月）
- 盘珠祁（1949年5月-1949年10月）
- 张映男（1949年12月-1950年2月）
- 杨东纯（1950年3月-1953年10月）

广西大学校长
- 韦国清（1958年12月-1968年11月）

广西大学革命委员会主任
- 黎炎怀（1968年11月-1971年4月）
- 陈秉德（1971年5月-1973年10月）
- 黄传林（1973年10月-1978年12月）

广西大学校长
- 覃应机（1978年12月-1982年3月）
- 侯德彭（1982年3月-1986年9月）
- 王奇浩（1986年9月-1990年1月）
- 陈光旨（1990年1月-1995年2月）
- 郑志鹏（1995年2月-1997年3月）
- 唐纪良（1997年3月-2012年6月）
- 赵艳林（2012年6月-2017年6月）
- 赵跃宇（2017年6月-2022年4月）
- 韩林海（2022年4月-）

## 外部連結
- 官方网站